# نادر طالب‌زاده
نادر طالب‌زاده اردوبادی (۴ دی ۱۳۳۲ – ۹ اردیبهشت ۱۴۰۱) تهیه‌کننده، کارگردان و مجری ایرانی بود. او دبیر کنفرانس بین‌المللی افق نو، دبیر جشنواره فیلم عمار، از افراد مؤثر در تأسیس شبکه افق و عضو هیئت اندیشه‌ورز این شبکه بود. طالب‌زاده دارای مدارک تحصیلی کارشناسی ادبیات انگلیسی از دانشگاه راندولف میکن و کارشناسی ارشد کارگردانی سینما از دانشگاه کلمبیا بود. او فعالیت هنری در صدا و سیمای جمهوری اسلامی ایران را از سال ۱۳۵۹ با ساخت فیلم‌های مستند آغاز کرد. از دیگر فعالیت‌های او می‌توان به تدریس در مرکز اسلامی آموزش فیلمسازی و مدیریت مرکز تحقیقات و مطالعات سینمایی در معاونت سینمایی وزارت فرهنگ و ارشاد اسلامی اشاره کرد.

## زندگی‌نامه
نادر طالب‌زاده در ۴ دی ۱۳۳۲ در تهران به دنیا آمد. وی فرزند سرتیپ منصور طالب‌زاده اردوبادی است. گفته می‌شود که پدر او از ستون‌های کودتای ۲۸ مرداد ۱۳۳۲ بوده و پس از این کودتا از درجه سرهنگی به درجه سرتیپی در ارتش شاهنشاهی ایران ارتقاء یافته بود؛ طالب زاده با رد این موضوع گفته که پدرش «در زمان کودتای ۲۸ مرداد اصلاً در تهران نبوده و چیزهایی که در موردش می‌گویند دروغ است.» بر اساس گفته وی مادرش سیده وحیده امیر ملوک شرفی نوه  شرف العالی اصفهانی بوده‌است. ولیکن بعد از فوت وی کاترین شکدم در بلاگ خود در تایمز اسرائیل نوشت که بر اساس اطلاعات وی مادر نادر طالب زاده یهودی بوده‌است که باعث می‌شود وی بر اساس شرع یهودی (هلاخا) یهودی محسوب شود. عبدالرضا داوری از مدیران پیشین خبرگزاری جمهوری اسلامی نیز در توییتی پس از فوت وی نوشت: «نادر طالب زاده برغم تعلق به یک خانواده یهودی، با علاقه‌اش به انقلاب اسلامی و گرایش‌های آخرالزمانی‌اش، چهره‌ای نادر بود.» سندی دربارهٔ صحت این ادعاها منتشر نشده‌است. طالب زاده از ۱۶ تا ۲۶ سالگی در آمریکا زندگی کرد.
او تحصیلات آکادمیک را در آمریکا ادامه داد، از جمله در رشته سینما در دانشگاه کلمبیا. به گفته خودش ابتدا دانشجوی پزشکی بود و بعد به ادبیات علاقه‌مند شد و در نهایت در رشته سینما تحصیل کرد.
طالب زاده دانشجوی تحصیلات تکمیلی فیلم دانشگاه کلمبیا بود که پس از انقلاب به ایران آمده بود تا از آن فیلمبرداری کند. او فیلمی ۳۵ دقیقه‌ای به نام واقعیت دربارهٔ گروگانگیری سفارت آمریکا ساخت. او در ایران برای سی بی اس نیوز کار می‌کرد و به دلیل تسلطش به انگلیسی به هماهنگ‌کردن امور برای آن شبکه در ایران می‌پرداخت. بعدتر در اعتراض به نحوه پوشش رسانه‌های غربی از ایران از این شبکه جدا شد.
وقتی طالب زاده در سال ۱۳۵۷ به ایران بازگشت، به گفته خودش ده روز پس از پیروزی انقلاب مجوز روزنامه انگلیسی زبان تهران تایمز را گرفت. امتیاز این نشریه بعداً به سازمان تبلیغات اسلامی واگذار شد و هنوز منتشر می‌شود. او از سال ۱۳۵۹ در سیمای جمهوری اسلامی مشغول به کار شد و به عنوان مستندساز به جبهه رفت و بعد به تهران بازگشت و در مرکز تولید فیلم تلویزیون کارش را ادامه داد. او سابقه همکاری با مرتضی آوینی را هم داشت که به گفته خودش بعد از پایان جنگ بوده‌است.

### مصادره اموال خانوادگی
پدر او، تیمسار منصور طالب‌زاده اردوبادی فرمانده بلندپایه‌ای در ارتش ایران در زمان محمدرضا شاه پهلوی بود. نقل قولی دربارهٔ او وجود داشت که «از ستون‌های کودتای ۲۸ مرداد» بوده و بعد از کودتا از درجه سرهنگی به سرتیپی ارتقا یافت. نادر طالب‌زاده این موضوع را تکذیب کرده و گفت پدرش در سال ۱۳۴۳ دادگاهی شد و در سال ۱۳۴۴ خانه نشین شده و یک سال بعد هم بازنشسته شد.
منزل و باغ پدری نادر طالب زاده که به گفته او پدرش برای آن بیست سال قسط داده بود پس از مرگ سید روح‌الله خمینی به دستور حاکم شرع و توسط ستاد اجرایی فرمان امام مصادره شد. به گفته وی این در حالی بود که پس از انقلاب و در زمان زندگی خمینی او فراخوانده شده بود و به او گفته شده بود که به دلیل خانه‌نشین شدن پدر وی (سرلشکر طالب‌زاده) در سال ۱۳۴۳، دلیلی برای مصادره اموال خانوادگی وی وجود ندارد.

### مرگ برادر
در اواخر بهمن ماه ۱۳۸۷ خبری مبنی بر قتل برادر او ناصر طالب‌زاده، پزشک ایرانی استاد دانشگاه سیاتل منتشر شد مبنی بر آنکه دستاوردهای طالب زاده در زمینه یافتن پادزهری برای جنگ‌افزارهای میکروبی منجر به قتل او توسط دولت آمریکا شده‌است.
در پی انتشار این اخبار، نادر طالب‌زاده، اظهار داشت: «برادرش به فوت طبیعی از دنیا رفته‌است.» وی با رد هرگونه ارتباط بین مرگ این پزشک ایرانی با حرفه او خاطرنشان کرد: «ناصر طالب زاده صرفاً یک پزشک بسیار خوب و منتقد نظام پزشکی آمریکا بود و ارتباطی با سلاح‌های میکروبی نداشت.»

### جنگ بوسنی
طالب‌زاده سابقه حضور در جنگ بوسنی به عنوان مستندساز را داشت. به روایت حسین دهباشی، سال ۱۳۷۱ طالب‌زاده همراه احمد جنتی به بوسنی رفته بود و داوطلب شد به بهانه مصاحبه با رادوان کاراجیچ، رهبر صرب‌های بوسنی، بمبی در داخل دوربین خود جاگذاری کرده و برای کشتن کاراجیچ، حمله انتحاری انجام دهد ولی خامنه‌ای با این عملیات مخالفت کرده و منتفی شده بود.

### ادعای عدم صدور ویزا برای سفر به آمریکا
آمریکایی‌ها برای وی جهت همراهی ریاست جمهوری محمود احمدی‌نژاد در سفر به آمریکا ویزا صادر نکردند. طالب زاده تأکید کرد که آمریکایی‌ها تنها به خاطر آثارش به او اجازه سفر به آمریکا را نداده‌اند.
توماس اردبرینک خبرنگار روزنامه نیویورک تایمز طی یادداشتی در ۱۸ فوریه ۲۰۱۳ میلادی از او با عنوان «فیلم‌ساز ایرانی-آمریکایی» یاد کرد. طالب زاده در مصاحبه‌ای با باشگاه خبرنگاران جوان در ۱۵ فروردین ۱۳۹۴ با ردکردن این مطلب گفت: «من حتی گرین کارت هم ندارم. من با اینکه تحصیلاتم را آنجا گذرانده بودم، تابعیت آمریکایی ندارم بعد از انقلاب هم امکان گرفتنش برایم بود، اما هیچ‌گاه نخواستم.»

### افق نو

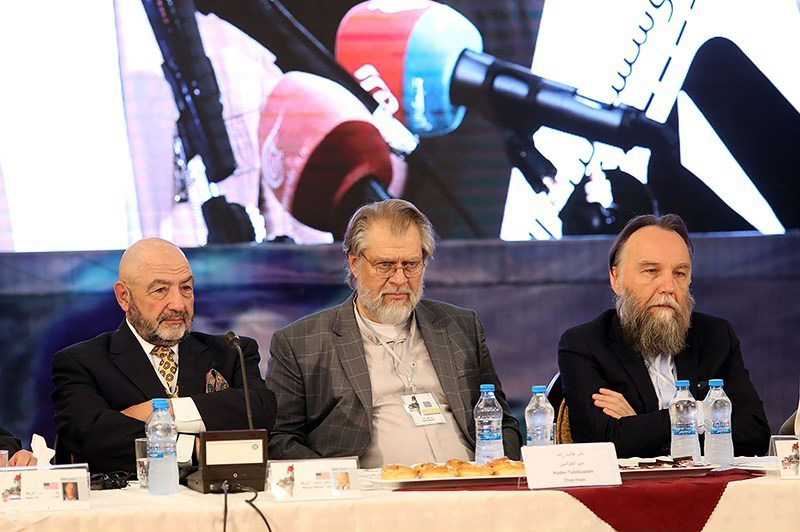
طالب زاده در کنار دوگین، ششمین کنفرانس بین‌المللی افق نو

طالب زاده مسئولیت مؤسسه افق نو را بر عهده داشت. این مؤسسه کنفرانس «هالیوودیسم و بیداری اسلامی» را برگزار کرد و مهمان‌هایی چون شان استون و کاترین پرز-شکدم را از اروپا و آمریکا برای شرکت در آن به ایران آورد. الکساندر دوگین و چهره‌های دیگری از کشورهای غیرغربی نیز مکرراً مهمان طالب زاده بودند. طالب زاده همچنین از پایه‌گذاران شبکه تلویزیونی افق بود.
شبکه تلویزیونی افق نزدیک به سپاه پاسداران بود و طالب زاده از اعضای اتاق فکر این شبکه بود.
«افق‌نو» با نهادهای امنیتی و نظامی ایران از جمله نیروی قدس سپاه همکاری داشت و به گفته مقام‌های دولت آمریکا، تلاش داشت که از میان شهروندان آمریکایی جاسوس جذب کند. از جمله پرونده جنجالی مونیکا ویت که از طریق موسسات تحت مدیریت نادر طالب‌زاده جذب شد و به ایران رفت. بر اساس گزارش روزنامه نیویورک تایمز، مونیکا ویت مظنون به لو دادن اسامی جاسوس‌های دوجانبه بخش ضداطلاعات ارتش آمریکا بود و ایران بر اساس اطلاعات او برخی از این جاسوس‌ها را شناسایی کرده‌است.
طالب‌زاده از چهره‌های سیاسی و فرهنگی آمریکایی که به گفتهٔ او «منتقد آمریکا» بودند دعوت می‌کرد به ایران بیایند. او در کنفرانس سالانه «افق نو» این افراد را به ایران می‌آورد و در برنامه زنده تلویزیونی «راز» شبکه چهار سیما نیز با برخی از این افراد مصاحبه می‌کرد. یکی از جنجالی‌ترین این چهره‌ها کاترین پرز شکدم بود. کاترین پرز شکدم چند سال پیش سفری به ایران کرده و با ابراهیم رئیسی مصاحبه کرد و مطالبی هم در وبسایت   علی خامنه‌ای منتشر کرد. نام شکدم پس از آن جنجال آفرین شد که او در پایگاه خبری اینترنتی تایمز اسرائیل یادداشتی نوشت و ضمن بازگو کردن تجربه حضور خود در ایران، نسبت به یهودی‌ستیزی مقامات جمهوری اسلامی و برنامه هسته‌ای ایران هشدار داد. برخی از منابع از او به عنوان عامل نفوذی اسرائیل نام می‌برند. هماهنگی مصاحبه شکدم با ابراهیم رئیسی توسط نادر طالب‌زاده انجام شده بود.
نادر طالب‌زاده در مصاحبه‌ای گفت کاترین شکدم را من به ایران دعوت نکردم. «او میهمان کنفرانس فلسطین بود و جزو ششصد میهمانی بود که از آنجا دعوت شده بودند و با تأیید سیستم دعوتی آنها و چک و بازرسی آنجا به ایران آمد و ما پیش از این او را نمی‌شناختیم…. خانم شکدم نامه‌ای از شبکه روسی آرتی داشت که در آن درخواست کرده بود تا با رئیسی صحبت کند من نیز بر اساس وظیفه و از آنجایی که در تیم حمایت از رئیسی بودم با مشورتی که با دوستان انجام دادم، اجازه گفت‌وگو برای او گرفتم… گفت‌وگوی او با رئیسی در زمان خودش یک گفت‌وگوی خوب بود چرا که بر مبنای این موضوع بود که چرا آقای رئیسی بهترین کاندیدای ریاست جمهوری در آن زمان است.» طالب‌زاده افزود او از جای دیگری دعوت شده بود و ما موظف نیستیم در این باره به جایی پاسخ دهیم.
به گفتهٔ جواد شمقدری، کنفرانس افق نو در روزهای ابتدایی روی کار آمدن دولت حسن روحانی و با دستور مستقیم محمدجواد ظریف تعطیل شد. او در این باره گفته‌است:
شبی که آقای جنتی، وزیر وقت فرهنگ و ارشاد اسلامی، از مجلس رأی اعتماد گرفت، به من زنگ زد و گفت: «فلانی فردا به دفترم بیا! با تو کار دارم» … فردای آن شب به دفتر آقای جنتی رفتم. او در آن دیدار به من گفت که «کنفرانس افق نو باید کاملاً تعطیل شود» … با وجود دلایل مختلف من، آقای جنتی همچنان اصرار داشت که کنفرانس افق نو باید تعطیل شود… او وقتی دید که حریف سماجت من نمی‌شود، گفت که «شخص آقای ظریف تماس گرفته و گفته‌است که کنفرانس باید فوراً و بدون فوت وقت تعطیل شود!»

### جشنواره فیلم عمار
طالب‌زاده در راه اندازی جشنواره فیلم عمار به کمک برخی نهادهای نظامی ایران نقش داشت و دبیر این جشنواره بود. این جشنواره در یک دهه اخیر محل نمایش فیلم‌های کوتاه، مستند و بلند بود که به موضوعات مورد علاقه حکومت ایران مانند «مقاومت»، «مبارزه با استکبار و صهیونیسم» و تحولات خاورمیانه مانند جنگ سوریه می‌پرداختند. در این جشنواره نسلی از فیلمسازان معرفی شدند که به «انقلابی» موسوم هستند. این فیلمسازان عموماً جوان بودند و با بودجه‌های دولتی مانند سازمان صداوسیما و مؤسسه اوج فیلم می‌ساختند و گاه بعداً وارد سینمای حرفه‌ای شدند.

### ادعای ترور بیولوژیک
در خرداد ۱۳۹۵ نادر طالب‌زاده در مصاحبه با رسانه‌ها ادعا کرد که هدف ترور بیولوژیکی قرار گرفته‌است. او به خبرگزاری فارس عنوان نمود که: «یک سال و نیم پیش به گروهی از لبنان برای راهپیمایی اربعین به عراق رفتم؛ که چمدان من را از هتلی که در نجف بودم از میان صدها چمدان برداشتند و ۵ الی ۶ روز بعد در کربلا نصفه شب تحویلم دادند. لپ تاپ من را خالی و بررسی‌های کامل را انجام داده بودند. از همان روز که چمدان را تحویل گرفتم حالم بد شد اما متوجه این ماجرا نبودم.» او در پاسخ به این سؤال که داخل لپ‌تاپ‌تان چه چیزی بود؟ گفت: «لیست مهمان‌های افق نو بود. کنفرانسی که یک سال و نیم پیش در تهران برگزار شد. کنفرانسی که انجمن «ADL» آمریکا با آن مخالفت می‌کرد که متخصصین و متفکرین‌شان به ایران نیایند و صحبت نکنند. درست بعد از آن بود که این اتفاقات افتاد اما فکر می‌کردم آن‌ها محتویات لپ‌تاپ را می‌خواهند و گمان نمی‌کردم با خودم کاری داشته باشند. از همان روز به بعد سرفه‌های خونی داشتم.»
غلامرضا جلالی رئیس پدافند غیرعامل مدتی بعد در واکنش به این ادعای طالب‌زاده اعلام کرد دستگاه‌های اطلاعاتی ایران می‌گویند طالب زاده جزو اهداف ترور نبوده‌است و متخصصان هم بعد از بررسی بیماری آقای طالب‌زاده اعلام کردند که در این زمینه شواهد قطعی وجود ندارد.
سخنگوی کمیسیون امنیت ملی و سیاست خارجی مجلس ایران نیز اعلام کرد «هیچ‌کدام» از گزارش‌ها دربارهٔ ترور بیولوژیک علی دادمان، بیژن نوباوه و نادر طالب‌زاده اثبات نشده‌است. همچنین علی شمخانی، دبیر شورایعالی امنیت ملی ایران نیز ترور بیولوژیک این افراد را نیازمند تحقیقات بیشتر دانسته و گفت «اصل بر این است که چنین ترورهایی را بعید بدانیم».

### ستاد انتخاباتی رئیسی

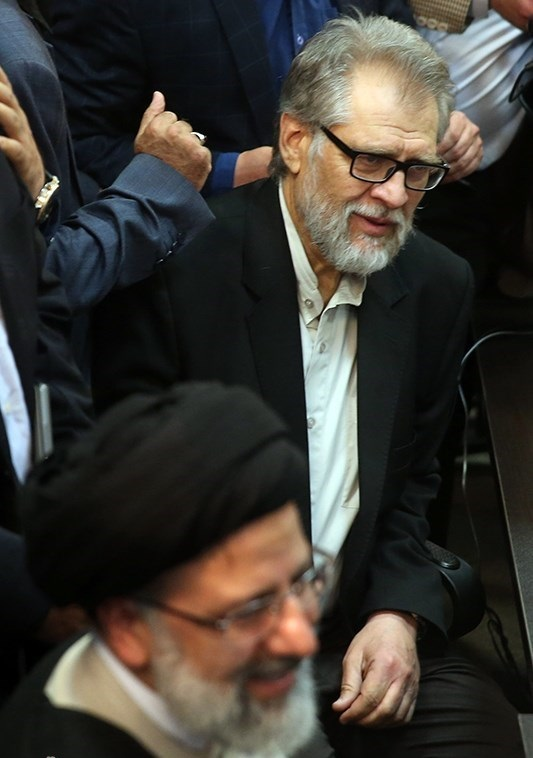
طالب زاده در حال همراهی سید ابراهیم رئیسی در ثبت نام انتخابات ریاست جمهوری ۱۳۹۶

طالب زاده از حامیان و اعضای ارشد ستاد انتخاباتی سید ابراهیم رئیسی در انتخابات ریاست جمهوری ۱۳۹۶ ایران بود.

### درگذشت
نادر طالب‌زاده، عصر ۹ اردیبهشت ۱۴۰۱ به دلیل عوارض ناشی از عارضه قلبی و لختگی خون در بخش مراقبت‌های ویژه بیمارستان درگذشت.
۱۸ دی ۱۴۰۰ در مراسم افتتاحیه جشنواره عمار عنوان شد نادر طالب‌زاده به دلیل نارسایی قلبی به سی‌سی‌یو منتقل شده‌است. او مدتی بعد بهتر شد و از بیمارستان مرخص شد اما هفته پیش از مرگش به دلیل عود کردن علایم بیماری دوباره به بیمارستان منتقل شده بود. چهره‌های نزدیک به رهبر جمهوری اسلامی از لفظ «شهید» برای او استفاده می‌کنند چرا که معتقدند وی بر اثر عوارض ناشی از ترور بیولوژیک جان سپرد و پیکرش را در قطعه ۲۹ بهشت زهرا در کنار مرتضی آوینی به خاک سپردند. این قطعه مدفن بسیاری از مسئولان، دیپلمات‌ها، نظامیان بلندپایه و افراد سرشناس است که در طول انقلاب ایران کشته شده‌اند.
شخصیت‌های سیاسی، فرهنگی و رسانه‌ای متعددی برای درگذشت نادر طالب‌زاده پیام تسلیت صادر کردند.
برخی از این شخصیت‌ها عبارت‌اند از: سید علی خامنه‌ای، سید ابراهیم رئیسی، محمد باقر قالیباف، محسن رضایی، حسین امیرعبداللهیان، ابراهیم حاتمی‌کیا و مسعود ده‌نمکی.

## دیدگاه‌ها

### دیدگاه‌های رسانه‌ای
وی از منتقدان دائمی سیاست‌های رسانه‌ای آمریکا بود و در برنامه‌های تلویزیون ایران به عنوان کارشناس سینمایی حضور داشت.

### حوادث پس از انتخابات ۱۳۸۸
نادر طالب‌زاده در نشستی با نام «نقد و بررسی عملکرد دستگاه‌های فرهنگی در فتنه ۸۸» با انتقاد از عملکرد دستگاه‌های فرهنگی کشور گفت: کاری که دستگاه‌های فرهنگی انجام دادند در حد این ویروس و مریضی و شایسته مقابله با فتنه نبود.

نادر طالب‌زاده در برنامهٔ زنده‌ای که در رسانه ملی ایران و در شبکه سوم سیما داشت این‌گونه در رابطه با تبادل اطلاعات و انجام مناظره‌ها بین موافقان و مخالفان بیان داشت: 
چه اشکالی دارد که حرف‌های مخالفان را هم در رسانه ملی پخش کنید و مانند مناظره‌های ابتدای انقلاب که شهید بهشتی و شهید مطهری با حضور مخالفان و منتقدین حرف‌ها و استدلالات خود را بیان می‌کردند، مناظره‌هایی را برگزار کنید… این خیلی خوب و مؤثر است و مردم هم به خوبی استقبال می‌کنند.

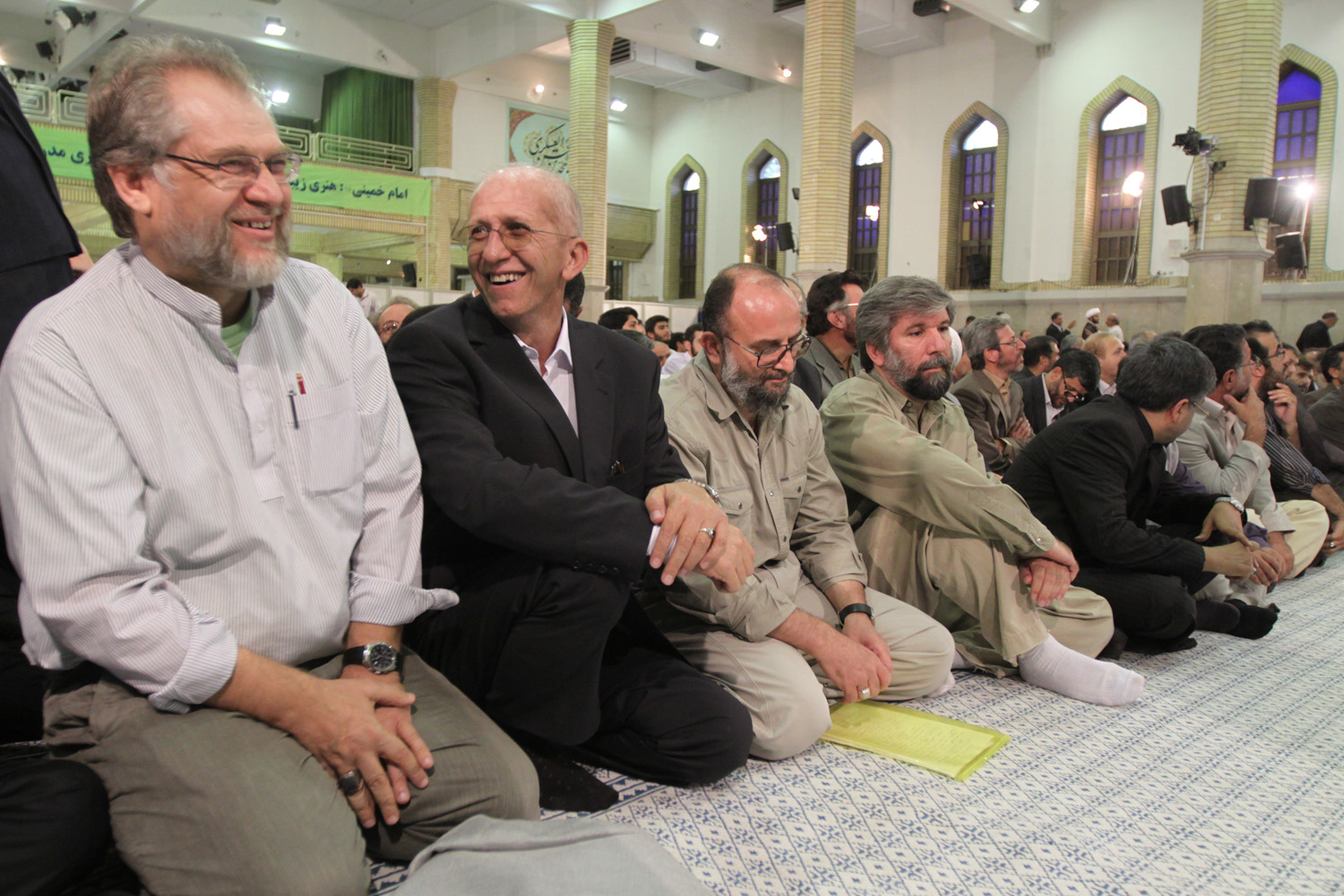
طالب زاده در دیدار رهبر جمهوری اسلامی با هنرمندان «دفاع مقدس» در کنار بیژن نوباوه و سعید قاسمی، ۲۰۰۹

 وی قبل از این سخن دلیل بر پررنگ بودن اتفاقات سال ۱۳۸۸ خورشیدی را در رسانه‌های خارجی و پررنگ نبودن آن در رسانه‌های داخلی ایران را این‌گونه قلمداد کرد که:
اینجا جایی است که باید برخی واقعیت‌ها را گفت و من مجبور شدم یک چیزهایی را بگویم… وقتی رسانه‌های ما حرف نمی‌زنند، خب آن‌ها حرف می‌زنند… این همه وقت است که رسانه‌های ما سکوت می‌کنند و هیچ خبری را منتشر نمی‌کنند خب آن‌ها می‌گویند…
 نادر طالب‌زاده دلیل این پررنگی اتفاقات سال ۸۸ در رسانه‌های خارج از ایران را نبود اطلاع‌رسانی کافی در داخل و مبارزه نکردن با عدم برگزاری مناظره دانست.

### نظر دربارهٔ آب زمزم
در سال ۱۳۹۵ نادر طالب‌زاده و شخصی به نام دکتر علی کرمی در یک نشست خبری اعلام کردند بر اساس تحقیقات ده ساله متوجه شده‌اند که آمریکا ویروسی به نام «فان‌وکس» را طراحی کرده و وارد آب چاه زمزم نموده‌است. آنها مدعی شدند این ویروس «ایمان و اعتقاد در عبادت را در مسلمان‌ها می‌برد» و هدف آمریکا از این کار، کنترل مسلمانان جهان است.
طالب زاده ادعا می‌کرد عربستان سعودی بعد از مراسم حج سال ۱۳۶۷ که به کشته شدن زائران ایرانی انجامید، به دستور آمریکا آب زمزم را آلوده کرد. او ادعا کرد وزارت بهداشت بریتانیا گفته‌است که این آب به مواد آرسنیک آلوده شده‌است. او هیچ سندی برای ادعای خود ارائه نکرد.
پس از این ماجرا مسئولان ایرانی اظهارات طالب‌زاده را رد کردند و گفتند آب زمرم آلوده نیست ولی طالب زاده از اظهارات خود دست نکشید.

### اصابت موشک سپاه به هواپیمای اوکراینی
نادر طالب زاده در صدا و سیما در واکنش به شلیک موشک پدافند سپاه پاسداران به هواپیمای مسافربری پرواز شماره ۷۵۲ هواپیمایی بین‌المللی اوکراین گفت: از این اتفاق ۱۰ تای دیگر هم بیفتد در مقابل اتفاق اصلی (حمله موشک‌های ایران به پایگاه آمریکا در عراق) هیچ است.

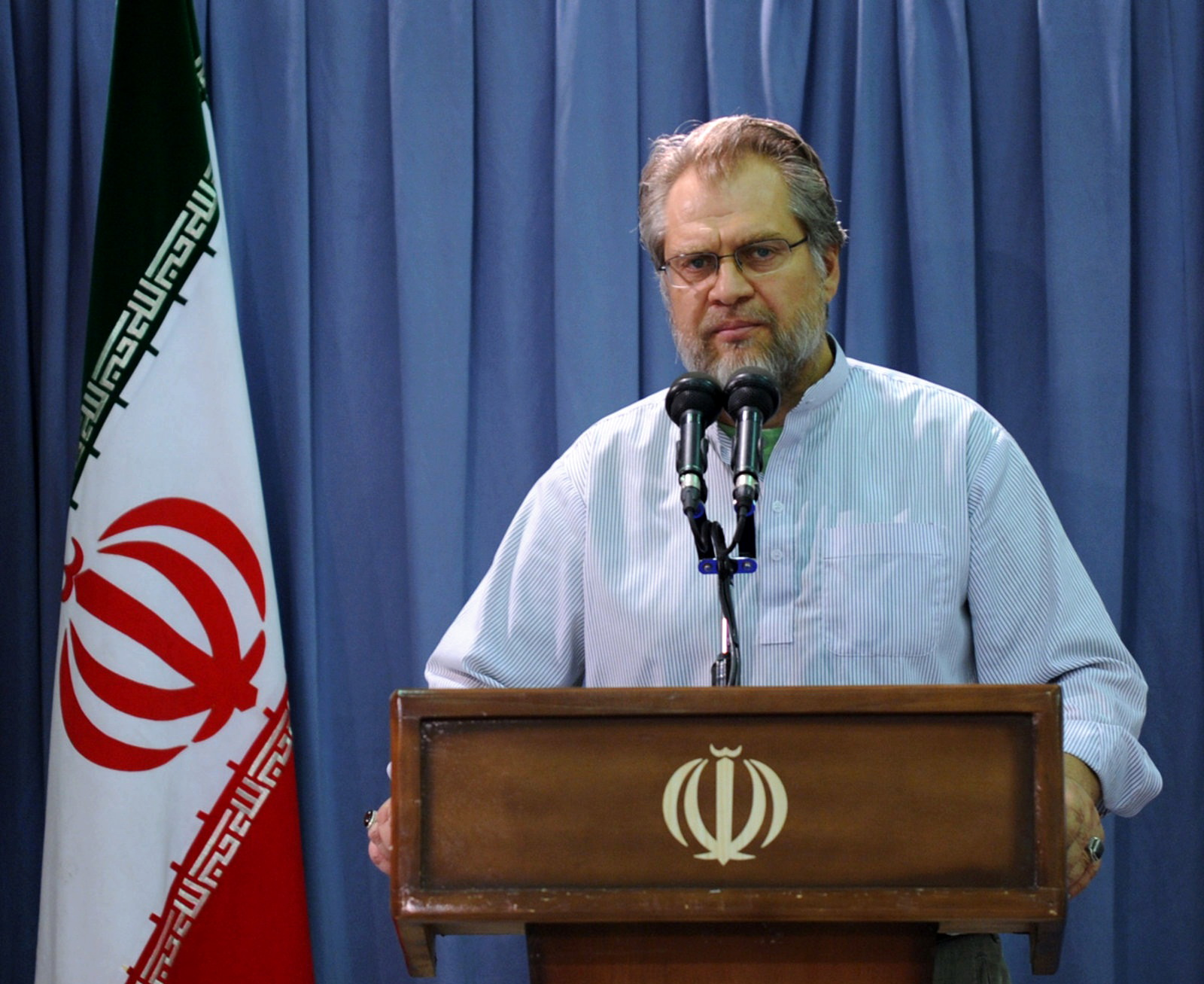
طالب زاده در حال سخنرانی در دیدار رهبر جمهوری اسلامی با «هنرمندان دفاع مقدس»

### نظر دربارهٔ بیماری کووید ۱۹
نادر طالب‌زاده ادعا کرد که کرونا ویروسی ضداسلامی است و این ویروس را اساساً علیه جهان اسلام ساخته‌اند.
او مدعی بود از سال ۲۰۰۷ متوجهِ این بیماری شده‌است و از مدت‌ها قبل وجود داشته تا با شور اسلامی ایران و حس خداجویی و عبادت بشر در حج مبارزه و جلوی عبادت گرفته شود.

## زندگی شخصی
طالب زاده در زمان تحصیل در ایالات متحده در دانشگاه کلمبیا با زنی یهودی آمریکایی نام رندی هافمن در رابطه بوده‌ است.در زمان بازگشت وی به ایران هافمن به همراه وی به ایران بازمی‌گردد و در اوایل انقلاب مدتی را در ایران به عنوان خبرنگار سپری می‌کند. اسناد ازدواج ایالت نیویورک در آمریکا نشان می‌دهد که نادر طالب زاده در سال ۱۳۵۶ (۱۹۷۸) با رندی هافمن ازدواج رسمی نموده بوده‌ است. نادر طالب زاده دو بار بعد از هافمن ازدواج رسمی کرده‌است و ثمره این ازدواجها یک پسر و سه دختر است. سه فرزند او از همسر اول ایرانی خود اعظم باقری هستند. طالب زاده در سالهای پایانی عمر با زنی لبنانی به نام زینب مهنا ازدواج کرد و این ازدواج تا پایان عمر وی ادامه داشت.

## فیلم‌شناسی

### کارگردانی
- بشارت منجی (۱۳۸۴) نام سریالی است که به کارگردانی نادر طالب‌زاده ساخته شد. این سریال بر اساس زمینه‌های مشترک بین اسلام و مسیحیت ساخته و پرداخته شده‌است.[۵۵]

### بازیگری
- تویی که نمی‌شناختمت (۱۳۶۹)
- لاله (۱۳۹۹)

### تدوین
- دست‌های خالی (۱۳۸۵)[۵۶]

## افتخارات
در سی و یکمین دوره جشنواره بین‌المللی فیلم فجر از طالب‌زاده به عنوان پیشکسوت سینما تجلیل شد.